# Карлов, Валентин Борисович
Валенти́н Бори́сович Ка́рлов (25 февраля 1947, Челябинск) ― советский и российский кларнетист, солист заслуженного коллектива России академического симфонического оркестра Ленинградской филармонии, Народный артист Российской Федерации (2011), Заслуженный артист РСФСР (1991).

## Биография
В 1966 году Валентин Карлов окончил среднюю специальную музыкальную школу при Ленинградской консерватории по классу кларнета у профессора Валерия Безрученко. В 1971 году закончил Ленинградскую консерваторию. В 1971—1972 годах Валентин Карлов играл в духовом оркестре Ленинградского военного округа. С 1972 года он являлся солистом-регулятором Академического симфонического оркестра Ленинградской филармонии. С 1978 года Валентин Карлов играл в духовом квинтете Ленинградской филармонии. В 1991 году ему было присвоено звание Заслуженный артист РСФСР, в 2011 году — Народный артист Российской Федерации. Скончался 31 августа 2023 https://vk.com/wall-3347844_1358